# حقول الحرية (فلم)
حقول الحرية (بالإنجليزية: Freedom Fields) هو فيلم وثائقي ليبي صدر سنة 2018 وأخرجته المُخرجة نزيهة عريبي. يدور الفيلم حول مواضيع كرة القدم والنسوية والثورة التي أطاحت بحكم معمر القذافي سنة 2011.

## خلفية
نشأت نزيهة عريبي في المملكة المتحدة، وهي لأب ليبي. إلى غاية ثورة 2011، لم تكُن قد زارت قط ليبيا، لكنها وجدت نفسها مفتونة بالتغييرات الشاملة التي طرأت على البلاد بعد أحداث الربيع العربي، وقررت سد هذه الفجوة في تاريخها الشخصي من خلال إنتاج فيلم وثائقي حول ليبيا.

## إصدار الفيلم
عُرض الفيلم لأول مرة في مهرجان تورونتو السينمائي الدولي في سبتمبر 2018. في أُكتوبر 2018، اختير الفيلم للعرض في معهد الفيلم البريطاني. عُرض الفيلم بعد ذلك في عدة مهرجانات دولية أُخرى. رُشح فيلم حقول الحُرية لنيل جائزة الحصان البرونزي ضمن فعاليات مهرجان ستوكهولم السينمائي الدولي.

## روابط خارجية
مقالات تستعمل روابط فنية بلا صلة مع ويكي بيانات